# ليم سي بين
ليم سي بين هو سياسي ماليزي، ولد في 1969 في ماليزيا. نشط حزبياً في Parti Gerakan Rakyat Malaysia ‏.